# Sauxillanges
Sauxillanges település Franciaországban, Puy-de-Dôme megyében. Lakosainak száma 1328 fő (2022. január 1.). Sauxillanges Brenat, Égliseneuve-des-Liards, Manglieu, Saint-Étienne-sur-Usson, Saint-Jean-en-Val, Saint-Quentin-sur-Sauxillanges, Sugères, Usson, Varennes-sur-Usson és Aulhat-Flat községekkel határos.

## Népesség
A település népessége az elmúlt években az alábbi módon változott:
| Lakosok száma | 1210 | 1226 | 1267 | 1255 | 1276 | 1296 | 1311 | 1315 | 1328 |
|               | 2013 | 2015 | 2016 | 2017 | 2018 | 2019 | 2020 | 2021 | 2022 |